# Тилеманс, Матейс
Матейс Тилеманс (нидерл. Mathijs Tielemans; род. 26 апреля 2002, Велдховен, Северный Брабант) — нидерландский футболист, полузащитник клуба «Эксельсиор».

## Клубная карьера
Тилеманс — воспитанник клубов РКВВО и ПСВ. 6 ноября 2020 года в матче против «Ден Босха» он дебютировал в Эрстедивизи в составе дублёров последних. Летом 2023 года Тилеманс перешёл в «Витесс», подписав контракт на 3 года. 11 августа в матче против «Волендама» он дебютировал в Эредивизи. В этом же поединке Матейс забил свой первый гол за «Витесс».
4 февраля 2025 года перешёл на правах аренды в роттердамский «Эксельсиор» до конца сезона. 16 февраля дебютировал в матче Эрстедивизи против «Хелмонд Спорта», выйдя на замену вместо Ланса Дёйвестейна на 60-й минуте. Всего за четыре месяца аренды сыграл в 13 матчах, в 12 из которых выходил в стартовом составе. 26 мая «Эксельсиор» объявил, что активировал опцию выкупа Тилеманса и подписал с ним постоянный контракт до лета 2028 года.

## Статистика выступлений
| Клуб             | Сезон            | Лига | Лига | Кубок | Кубок | Итого | Итого |
| Клуб             | Сезон            | Игры | Голы | Игры  | Голы  | Игры  | Голы  |
| ---------------- | ---------------- | ---- | ---- | ----- | ----- | ----- | ----- |
| Йонг ПСВ         | 2020/21          | 15   | 1    | —     | —     | 15    | 1     |
| Йонг ПСВ         | 2021/22          | 25   | 2    | —     | —     | 25    | 2     |
| Йонг ПСВ         | 2022/23          | 37   | 5    | —     | —     | 37    | 5     |
| Йонг ПСВ         | Итого            | 77   | 8    | —     | —     | 77    | 8     |
| Витесс           | 2023/24          | 25   | 1    | 3     | 0     | 28    | 1     |
| Витесс           | 2024/25          | 16   | 0    | 1     | 0     | 17    | 0     |
| Витесс           | Итого            | 41   | 1    | 4     | 0     | 45    | 1     |
| Эксельсиор       | 2024/25          | 13   | 0    | 0     | 0     | 13    | 0     |
| Эксельсиор       | Итого            | 13   | 0    | 0     | 0     | 3     | 0     |
| Всего за карьеру | Всего за карьеру | 131  | 9    | 4     | 0     | 135   | 9     |